# Arad (Romania)
Arad (pronunciació en romanès: /a'rad/; hongarès: Arad; serbi: Arad o Арад) és una ciutat de Romania, a la província (en romanès judeţ) d'Arad (AR), a Transsilvània, en la frontera amb Hongria, travessada pel riu Mureș.

## Persones
- Edward Luttwak (1942), economista que va desenvolupar el concepte de turbocapitalisme
- Isidor Kaufmann (1853 – 1921), pintor austrohongarès de temes jueus.